# Chromosom X

Idiogram ludzkiego chromosomu X

Chromosom X – u człowieka i innych ssaków chromosom płciowy, którego obecność w dwóch kopiach w komórkach organizmu determinuje płeć żeńską (istnieją wyjątki w postaci niektórych gatunków ptaków, żab, czy motyli). Faktyczną obecność „Chromosomu X” określa informacja zawarta w mRNA
W początkowych etapach rozwoju embrionalnego kobiety jeden z dwóch chromosomów X w niemal wszystkich komórkach somatycznych ulega losowej inaktywacji. Proces ten nazywa się lionizacją, a w jego wyniku powstaje tzw. ciałko Barra. Wynikiem tej inaktywacji jest zmniejszenie różnic w aktywności genów położonych na chromosomie X między osobnikami żeńskimi a męskimi.
Istnienie i rola chromosomu X zostały opisane przez Nettie Stevens w 1905 roku.

## Aberracje chromosomalne
W przypadku wystąpienia monosomii chromosomu X urodzi się dziewczynka z zespołem Turnera. Jest to jedyny przykład niebezwarunkowo letalnej monosomii u człowieka (chociaż 99% płodów z kariotypem 45,X ulega poronieniu).
Trisomia chromosomu X (47,XXX) jest aneuploidią o stosunkowo łagodnym przebiegu, często rozpoznawaną przypadkowo. Odnotowano również nieliczne przypadki kobiet z czterema lub pięcioma chromosomami X (48,XXXX, tetrasomia chromosomu X i 49,XXXXX, (pentasomia chromosomu X)).
Zwiększona liczba chromosomów X w kariotypie mężczyzny, najczęściej jeden dodatkowy chromosom X (47,XXY powoduje fenotyp zespołu Klinefeltera. Rzadziej liczba dodatkowych chromosomów X jest większa i wynosi 2, 3 lub nawet 4. Objawy tych aneuploidii są cięższe niż w przypadku klasycznego typu zespołu Klinefeltera.

## Choroby genetyczne
Mutacje genów leżących na chromosomie X odpowiedzialne są za szereg chorób. Choroby takie ze względu na specyficzny sposób dziedziczenia określa się jako choroby sprzężone z płcią. Niektóre z nich to:
- zespół łamliwego chromosomu X
- dystrofia mięśniowa Duchenne’a
- daltonizm
- niedobór dehydrogenazy glukozo-6-fosforanowej
- hemofilia A
- choroba Christmasa
- zespół Huntera
- zespół Retta
- zespół Wiskotta-Aldricha
- choroba Menkesa
- zespół Kabuki
- incontinentia pigmenti
- zespół Coffina-Lowry’ego
- zespół Lujana-Frynsa
- zespół Alporta
- zespół Bartha
- adrenoleukodystrofia.
- zespół Brunnera